# Glossogobius olivaceus
Glossogobius olivaceus är en fiskart som först beskrevs av Temminck och Schlegel, 1845.  Glossogobius olivaceus ingår i släktet Glossogobius och familjen smörbultsfiskar. IUCN kategoriserar arten globalt som livskraftig. Inga underarter finns listade i Catalogue of Life.